# Cetirizina
A cetirizina é uma droga anti-histamínica dotada de alta afinidade e seletividade para os receptores H1
da histamina, sem apresentar efeitos anticolinérgicos e antiserotonínicos de importância. Comercializada pelos nomes de Zyrtec, Zysterc-D, CetiHexal, entre outros.